# Página (libro)
Una página designa cada cara o plana de un mismo folio u hoja dentro de un libro cuyo material empleado bien sea el papel bien el pergamino, por citar dos ejemplos de materiales más usuales. Es decir, todo folio u hoja tiene dos páginas. La página puede abreviarse como «pág.», o «p.», y para el plural, se emplea «págs.» o «pp.».
La página del lado derecho se llama recto ("r") y la página situada a la vuelta, situada a la izquierda, se llama verso ("v").

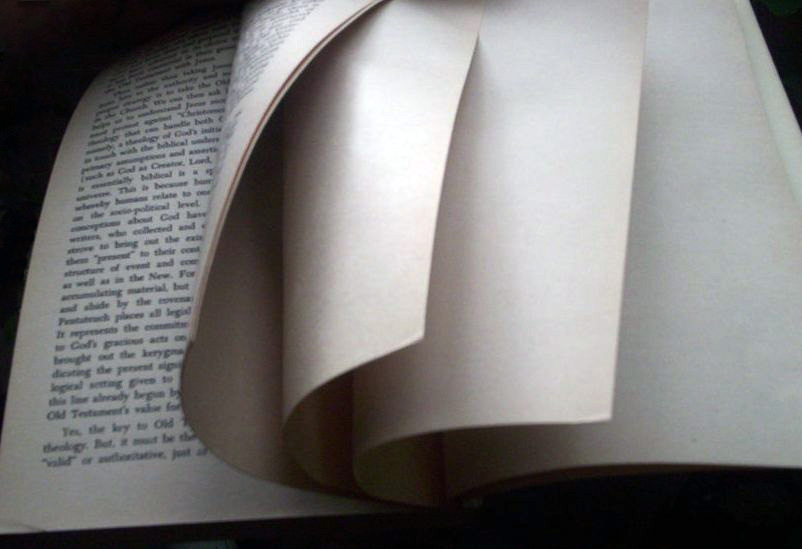
Páginas de un libro.

## Historia
Antiguamente en libros con formato de rollo o volumen, no se puede hablar con propiedad de páginas con el mismo sentido que se emplea actualmente. En estos casos se mostraba un texto continuado dividido en columnas en un soporte material con formato de tira, bien papiro, bien pergamino. En el siglo XII aparece en España el papel como material de soporte que convive en los documentos con el pergamino.
Modernamente se ha adoptado la llamada página tipográfica donde la estructura, distribución y composición de sus elementos han llevado a diferenciarlos y ha desarrollar, según su empleo, estilos con una estética diferente y regulado por normas genéricas.

## Estructura de una página
En una página existen diversos elementos que conforman su contenido: 
- Margen: Espacios en blanco en cada uno de los cuatro lados de una hoja manuscrita o impresa.[5]
- Encabezamiento: Texto situado en la cabeza de un escrito (por ejemplo, el título del documento o el autor del mismo).[6]
- Caja o caja de composición o caja de escritura: Es la parte de la superficie de una página ocupada por el texto, generalmente de forma rectangular.[7]
- Pie o pie de página: Parte inferior de la página, después de la última línea de la caja de composición y encima del margen inferior.[8] En un estudio, investigación o edición crítica es habitual encontrar en esta parte el llamado aparato bibliográfico o el aparato crítico, es decir, el conjunto de datos complementarios (fuentes, referencias, notas aclaratorias).[9]

Los encabezamientos y los pies de página pueden incluir distinta información aunque es habitual poner la fecha, la numeración automática de página, el título y el autor.

## Numeración: foliación y paginación
La numeración de cada hoja se conoce como foliación o paginación:  
- Foliación suele ser la numeración de folios en la parte superior derecha del recto (anverso) usando la "r" o la "v" en el verso (reverso), −a veces denominado también vuelto−, en combinación con ese número, para referirse a una cara u otra del mismo folio. Esta numeración no se aplicaba a manuscritos con formato de rollo o volumen, sino que se introdujo con la aparición del códice pero en el siglo XV y empleando principalmente cifras romanas más que arábigas.[10]
- Paginación suele se la numeración continua propia a cada cara, cada plana, de un mismo folio. Como el primer número, el 1, es impar, se corresponde con el "recto" del folio. Por ello, todas las páginas "recto" tendrán números impares y todas las páginas "verso" tendrán números pares. Su uso se registra en el siglo XVI y empleando números arábigos.[11] Fue Aldo Manucio (1449 – 1515) el primero que la introdujo en los libros impresos. Sin embargo, su uso generalizado, el que ha llegado hasta nuestros días, no se produciría hasta el segundo cuarto del siglo XVI.[10]

### Lenguas indoeuropeas y no indoeuropeas
La primera página de un libro, escrito en lenguas indoeuropeas, como el español, es una página recto y el lector pasa las páginas de derecha a izquierda. En otras lenguas, que se leen de derecha a izquierda (árabe, hebreo y persa, además de chino y japonés cuando se escriben verticalmente), la primera página es el verso y el lector pasa las páginas de izquierda a derecha abriendo los libros por lo que sería la parte final de los libros escritos en lenguas indoeuropeas.
En las lecturas de izquierda a derecha, en cuadernos, revistas o libros, como conjunto de varias hojas, el recto es la página que es mejor percibida por el lector y está paginada como impar.

## Diseño de páginas
Al proceso de situar tanto el texto como los diversos elementos gráficos en una página de una manera visualmente organizada y atractiva se le denomina diseño de página y a la relativa luminosidad u oscuridad de la página se la conoce como color.
En tipografía, una "página típica" se refiere al diseño maestro de una página, realizado por el diseñador gráfico o el tipógrafo, que ilustra páginas similares del mismo libro para obtener un nivel de coherencia visual. Para ayudar a mantener la consistencia deseada, la página típica puede emplear una cuadrícula. 

## Tipos de páginas

### Página blanca o en blanco
La inserción de páginas en blanco, que deben ser siempre pares, bien al principio o al final de un libro. Son varios los motivos por los que pueden aparecer dentro de un libro:
- Páginas de cortesía: dos o cuatro, al principio y al final del libro.
- En la contraportada, o en el dorso de una portadilla que pudiera llevar en el interior.
- En el reverso de la página con dedicatoria, página con un lema o página que indica el tema que encabeza una obra.
- Por destacar el final de un capítulo o del libro mismo. Esta inserción puede ser como consecuencia de un diseño planificado o bien porque el número de páginas de un cuaderno esté previamente definido.

### Página de guarda y contraguarda
Se llaman páginas de guardas o simplemente, guardas, a las constituidas habitualmente por dos juegos de cuatro páginas donde la primera y la última van pegadas al dorso de la cubierta y contracubierta de los libros de tapa dura.

### Página fuera de texto
Una página fuera de texto es una página que no forma parte de un cuaderno. Sobre todo, en libros más antiguos, una página que lleva una ilustración (grabado o fotografía) que por razones técnicas no se podía imprimir con el resto del libro. Estas páginas se incorporaban al libro durante la encuadernación.

## Biblioteconomía: ficha
En biblioteconomía, una ficha bibliográfica contiene el número de páginas de un libro forma parte de su descripción física, codificada en el subcampo 300$a en MARC 21 y en el subcampo 215$a en UNIMARC. Esta descripción cubre el número de páginas (o una lista de numeraciones, separadas por comas, si el libro contiene secciones con numeración separada), seguido de la abreviatura "p." de "página (s)". El número de página está escrito en el mismo estilo (números arábigos o romanos, en mayúsculas o minúsculas, etc.) como la numeración de cada sección. Las páginas sin numerar no se describen. 
Por ejemplo, 
XI, 2050 p.
describe un libro con dos secciones, la primera sección consta de 11 páginas numeradas con números romanos en mayúsculas, y la segunda sección contiene 2050 páginas numeradas con números arábigos, siendo por tanto el número total de páginas 2.061, sin contar las páginas sin numerar.

## Impresión
La impresión de una página grande en varias páginas pequeñas de papel a veces se llama en mosaico.
Una impresora de página es la que imprime una página a la vez y por lo general acepta lenguaje de descripción de páginas (PDL).